# Riikka Lehtonen
Riikka Lehtonen est une ancienne joueuse de volley-ball finlandaise née le 24 juillet 1979 à Kangasala (Pirkanmaa). Elle mesure 1,83 m et jouait au poste de réceptionneuse-attaquante. Elle a totalisé 87 sélections en équipe de Finlande. Elle est aussi joueuse de beach-volley.

## Clubs
| Club                  | De        | À         |
| --------------------- | --------- | --------- |
| Oriveden Ponnistus    | 1995-1996 | 1997-1998 |
| Euran Raiku           | 1998-1999 | 1998-1999 |
| La Rochette           | 1999-2000 | 2000-2001 |
| RC Cannes             | 2001-2002 | 2003-2004 |
| Volley Vicenza        | 2004-2005 | 2004-2005 |
| Volley Bergamo        | 2005-2006 | 2005-2006 |
| NEC Red Rockets       | 2006-2007 | 2006-2007 |
| VB Güneş Sigorta      | 2007-2008 | 2007-2008 |
| Minerva Volley Pavia  | 2008-2009 | déc 2008  |
| Olympiakos Le Pirée   | déc 2008  | mai 2009  |
| Sirio Perugia         | 2009-2010 | 2009-2010 |
| Igtisadchi Bakou      | 2010-2011 | 2010-2011 |
| River Volley Piacenza | 2011-2012 | 2011-2012 |
| Crema Volley          | oct 2012  | jan 2013  |
| LP Kangasala          | jan 2013  | jan 2013  |
| Azerrail Bakou        | jan 2013  | mai 2013  |

## Palmarès

### Clubs
- Championnat de Finlande
  - Vainqueur : 1997, 1999.
  - Finaliste : 1998.
- Coupe de Finlande
  - Vainqueur : 1996, 1997, 2013.
- Championnat de France
  - Vainqueur : 2002, 2003, 2004
- Coupe de France
  - Vainqueur : 2003, 2004.
  - Finaliste : 2002.
- Supercoupe d'Italie
  - Finaliste : 2005.
- Coppa Italia
  - Vainqueur : 2006
- Championnat d'Italie
  - Vainqueur : 2006
- Ligue des champions
  - Vainqueur : 2002, 2003
- Challenge Cup
  - Vainqueur : 2008

### Distinctions individuelles
- Challenge Cup féminine 2007-2008: Meilleure attaquante.